# Karin Wilke

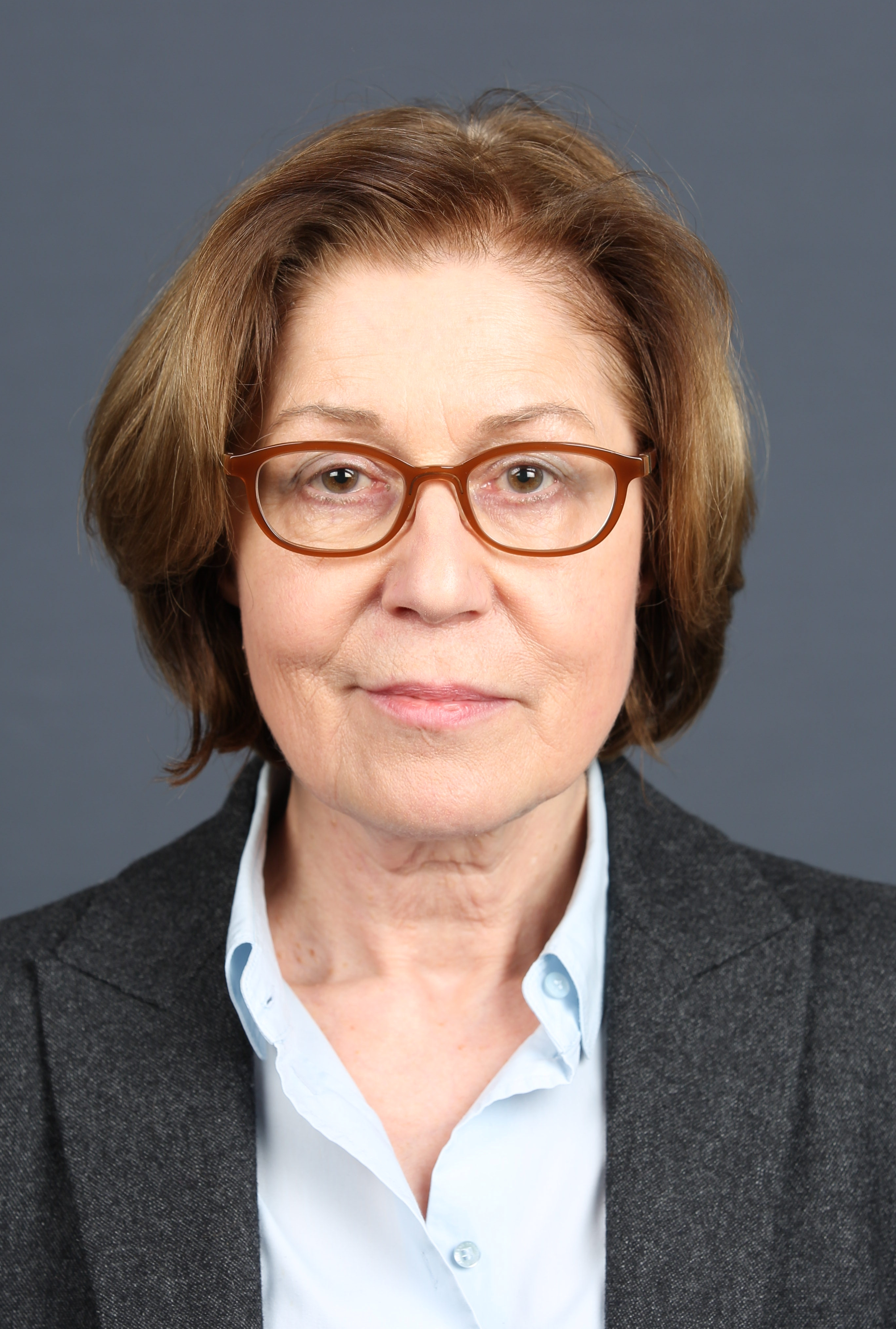
Karin Wilke (2016)

Karin Wilke (* 13. April 1953 in Berlin) ist eine deutsche Grafikdesignerin und Politikerin (AfD). Von 2015 bis September 2019 saß sie für ihre Partei im Sächsischen Landtag.

## Leben
Wilke besuchte eine Gewerbefachschule in der Fachrichtung Grafikdesign. Anschließend arbeitete sie bis 1982 als Grafikdesignerin beim ZDF. Von 1982 bis 1991 leitete sie die Abteilung Grafikdesign und Bühnenbild bei Radio Bremen. Sie gründete 1991 eine Design- und Werbeagentur in Dresden. Wilke hat einen Sohn.

## Politisches Engagement
Wilke war Gründungsmitglied des Bundesverbandes, des sächsischen Landesverbandes und des Kreisverbandes Dresden der Alternative für Deutschland. Sie leitet die Arbeitsgruppe Kommunikation und Öffentlichkeitsarbeit im dortigen Kreisverband.
Bei der Landtagswahl in Sachsen am 31. August 2014 war sie Direktkandidatin im Wahlkreis 45 (Dresden 5), unterlag jedoch dem CDU-Kandidaten Patrick Schreiber. Nach dem Verzicht von Stefan Dreher rückte sie am 1. September 2015 in den Landtag nach. Dort war sie Mitglied im Petitionsausschuss und im Ausschuss für Schule und Sport. Gegen ihr Nachrücken wurde von Arvid Samtleben Klage eingereicht, da er nach seiner Sicht unrechtmäßig von Wilkes Platz auf der Kandidatenliste gestrichen wurde und an ihrer statt hätte nachrücken sollen. Wegen des gleichen Vorganges hatte die Staatsanwaltschaft ein Ermittlungsverfahren gegen die damalige Parteichefin Frauke Petry eingeleitet. Der sächsische Verfassungsgerichtshof rügte 2018 den Wahlfehler, der allerdings nicht zur Ungültigkeit der Wahl oder Neuwahlen führte.
Im Landtag sprach sie sich in einer von ihrer Partei beantragten Debatte gegen das Netzwerkdurchsetzungsgesetz aus, durch das sie eine Einschränkung der Meinungsfreiheit befürchtet und das sie als eine „Schande für die Rechtskultur“ bezeichnete. Als kulturpolitische Sprecherin ihrer Fraktion kritisierte sie 2017 die Kunstinstallation Monument auf dem Dresdner Neumarkt: „Offenbar will man ganz bewusst die Dresdner düpieren, um damit die Pegida-Bewegung auf die Barrikaden zu bringen.“ In gleicher Funktion brachte sie Anfang 2018 für ihre Fraktion einen Antrag ein, in dem gefordert wird, ausländische Kinder ohne Bleibeperspektive getrennt von anderen Kindern „auf dem Niveau ihrer Heimatländer [zu] unterrichten, das heißt auch möglichst in der Heimatsprache“. Die anderen Fraktionen lehnten dies ab mit Verweis auf die im Grundgesetz garantierte Chancengleichheit für alle Kinder. Die schärfste Kritik kam aus der Fraktion der Grünen: Die AfD offenbare mit dem Antrag „eine Ideologie, in der Menschen entsprechend ihres [sic!] Nutzwertes [sic!] für das deutsche Volk ausgesondert werden“ und „völkischen Rassismus“. An anderer Stelle forderte Wilke, man müsse die Kunst „aus dem Leid linker Indoktrination“ befreien.
Als schulpolitische Sprecherin ihrer Fraktion thematisierte Wilke Kriminalität an sächsischen Schulen, so eine nach ihrer Sicht um „224 %“ gestiegene Zahl an Taten, darunter „auch gefährliche Körperverletzung, Erpressung, Diebstahl und sogar sexueller Missbrauch“ an Dresdner Grundschulen. In der Berichterstattung dazu wurde Wilke eine Manipulation der Daten vorgeworfen, da die Steigerungsrate nur durch das bereits erfolgte Löschen älterer Straftaten aus der Datenbank entstand und die meisten der von ihr genannten Taten zwar am Tatort Schule, jedoch außerhalb der Unterrichtszeiten lediglich in der Nähe des Gebäudes stattfanden. Außerdem erfragte sie beim Kultusministerium Zahlen zu Schulen und Teilnehmern an den Fridays for Future, wobei Wilke die Teilnahme als Schulschwänzerei kritisierte. Eine Auskunft konnte nicht gegeben werden, da die Zahlen nicht erhoben werden und auf die Selbstorganisation der Schulen und das Demonstrationsrecht der Schüler verwiesen wurde. Im Zusammenhang mit ihrer Kritik erklärte Wilke, dass es keinen menschlichen Anteil am Klimawandel gebe, doch die Kinder seien „einer Gehirnwäsche ausgesetzt“. Darüber hinaus spricht sie sich gegen politische Bildung an Schulen aus, da sie „politische Gehirnwäsche an unseren Kindern“ befürchtet.
Im Mai 2019 brachte sie einen erfolglosen Gesetzesentwurf ein, der die Abschaffung öffentlich-rechtlicher Medien fordert, indem staatliche Subventionen für alle Medien verboten werden.
Zur Landtagswahl in Sachsen 2019 kandidierte sie als Direktkandidatin im Dresdner Wahlkreis 41 sowie auf dem – nicht zugelassenen – Listenplatz 37 der Landesliste. Bei der Aufstellung des Programms sprach sie sich – entgegen dem letztlich gefassten Beschluss – gegen eine Absenkung der Hürden für vom Volk eingebrachte Gesetzesentwürfe aus, da diese sich auch gegen die Politik der AfD richten könnten. Wilke gelang bei der Landtagswahl nicht der erneute Einzug in den Sächsischen Landtag.